# خدعة (فلم 2019)
خدعة (بالإنجليزية: Trick)، فيلم رعب أمريكي تم إصداره عام 2019 من إخراج باتريك لوسير و بطولة جيمي كينيدي وعمر إبس.

## ملخص قصة
يحاول محقق على وشك أن يفقد صوابه أن يتتبع قاتل طليق في الأرجاء يدعى تريك، حيث يقوم تريك بترويع وترهيب بلدة صغيرة ونشر الفوضى والعنف في كافة أنحائها.

## الممثلون
| الممثل(ة)       |
| --------------- |
| جيمي كيندي      |
| عمر ايبس        |
| توم أتكينز      |
| أليكس برو       |
| آرون دالا فيلا  |
| فانيسا اسبيلاجا |

## روابط خارجية
- مقالات تستعمل روابط فنية بلا صلة مع ويكي بيانات